# Rena Effendi
Rena Effendi (26 de abril de 1977, Bacu, Azerbaijão) é uma fotógrafa azerbaijana. Reconhecida por documentar realidades sociais em contextos de vulnerabilidade e por sua defesa da dignidade humana e da resiliência. Entre os prêmios recebidos estão Alexia Professional Grant, Prince Claus Fund Award, World Press Photo, SONY World Photography Award, Getty Images Editorial Grant, tendo ainda sido finalista do Prix Pictet Award in Photography and Sustainability.

## Biografia
Rena Effendi se graduou em Linguística pela Azerbaijan State University of Languages. Seu primeiro trabalho foi como tradutora para a Azerbaijan International Oil Company, um consórcio de grandes produtoras de petróleo. Após  obter uma perspectiva de dentro da indústria, Effendi direcionou seu olhar para fora e começou a tirar fotos em 2001, depois de frequentar aulas particulares de pintura,com foco nos efeitos da indústria do petróleo na vida das pessoas comuns.
De 2002 a 2008, seguiu os 1.700km de extensão do Oleoduto Bacu-Tiblíssi-Ceyhan (BTC), atravessando o Azerbaijão, a Geórgia e a Turquia, registrando os impactos do projeto na vida dos cidadãos.
Em 2006, ela recebeu uma oferta de trabalho da BP para acompanhar o segmento do Oleoduto Bacu-Tiblíssi-Ceyhan (BTC) no Azerbaijão. Suas imagens resultaram em um calendário corporativo que descreve as conquistas do programa de responsabilidade social da BP. No entanto, no decorrer de seu trabalho, Effendi foi confrontada com a realidade de que a maioria das pessoas não havia se beneficiado da riqueza do petróleo. Isso a motivou a conduzir sua própria investigação independente.
Essa jornada de seis anos resultou em seu primeiro livro Pipe Dreams: A Chronicle of Lives Along the Pipeline (2009).
A partir de 2007 cobriu várias histórias na região pós-soviética, incluindo o conflito Rússia-Geórgia de 2008, vítimas femininas de heroína e tráfico sexual no Quirguistão e sobreviventes do acidente nuclear de Chernobyl.
Em 2008, Rena recebeu o prêmio National Geographic All Roads Photography por sua representação da cultura em desaparecimento da vila Khinaliq nas montanhas do Azerbaijão. Este trabalho foi exibido em Washington, D.C. e na Sede da Organização das Nações Unidas em Nova Iorque.
Em 2011, Rena Effendi recebeu o prêmio Prince Claus Fund Award para o Desenvolvimento Cultural e mudou-se para o Cairo, onde se dedicou às questões da minoria dos Egípcios Copta Cristãos na era pós-revolução; para este projeto, ela recebeu uma bolsa do Magnum Foundation Emergency Fund.

## Obras
| Ano  | Título                                               | Editora           | ISBN-10    |
| ---- | ---------------------------------------------------- | ----------------- | ---------- |
| 2010 | Pipe Dreams: A Chronicle of Lives Along the Pipeline | Mets & Schilt     | 9053306951 |
| 2013 | Liquid Land                                          | Schilt Publishing | 9053307893 |

## Ligações Externas
Website da Rena Effendi